# (37425) 2001 YM3
2001 واي أم 3 (ويعرف أيضًا باسم (37425) 2001 واي أم 3 وفق تسمية الكوكب الصغير) (بالإنجليزية: 2001 YM3)‏ هو كويكب ضمن حزام الكويكبات؛ وترتيبه 37425 من حيث الاكتشاف.
اكتُشف هذا الجُرم الفلكي بواسطة Charles W. Juels ‏ في 19 ديسمبر 2001.

## وصلات خارجية
- (37425) 2001 YM3 في قاعدة بيانات مختبر الدفع النفاث لأجرام النظام الشمسي الصغيرة

- الاكتشاف · مخطط المدار ·  العناصر المدارية · المعلمات المادية

- (37425) 2001 YM3 على موقع ويكي سكاي: DSS2, SDSS, GALEX, IRAS, Hydrogen α, X-Ray, Astrophoto, Sky Map, Articles and images